# Igreja de Nossa Senhora da Salvação (Bombaim)
A Igreja de Nosssa Senhora da Salvação (em inglês: Our Lady of Salvation Church), popularmente conhecida como Portuguese Church (Igreja Portuguesa), é um templo católico situado em Dadar, uma área a norte do centro de Bombaim, Índia. A igreja atual, cuja construção terminou em 1977 e foi desenhada pelo arquiteto indiano Charles Correa, é a sucessora de uma antiga igreja portuguesa construída nos últimos anos do século XVI por franciscanos.

## História
No século XVI, a região de Bombaim era uma possessão portuguesa. Dadar era conhecida como Maim de Baixo e fazia parte da ilha de Maim. Segundo algumas fontes, a igreja original foi construída em 1596, enquanto que outras fontes são mais vagas e referemn apenas "antes de 1600". A primeira igreja foi reconstruída em 1651 e foi modificada em várias outra ocasiões. Há menções históricas à igreja e a um convento franciscano no local datadas de 1675 e 1710. A menção de 1710 refere que o convento era "espaçoso", mas estava um pouco arruinado. Os franciscanos foram vigários da igreja até 1720, quando foram forçados que abandonar Maim e Bombaim.
Em 1902, a igreja foi extensamente reparada, à semelhança do que aconteceu com a maior parte das igrejas e capelas da Diocese de Damão, a que pertencia então. Em 1914 foi reconstruída. Em 1935 foi construído um salão paroquial e iniciadas obras para adicionar um grande alpendre e terraço. Mais tarde, o recinto da igreja foi dividido em duas metades para permitir a construção da Gokhale Road. A seguir, as matas de wadis e coqueiros da área deram lugar a casas, aumentando substancialmente a população da paróquia. Entre os novos habitantes, muitos eram católicos, pelo que a igreja se tornou pequena para tantos fiéis.
A igreja esteve sob a jurisdição do Padroado português até 1794, quando surgiu a chamada jurisdição dupla, que colocou várias paróquias sob a jurisdição 
partilhada entre o Padroado português e a Propaganda Fide, a igreja ficou sob a alçada da Arquidiocese de Goa. Em 1851 ou 1863, os paroquianos apelaram à administração britânica para passarem para a jurisdição da Propaganda, mas passado pouco tempo voltou a ser do Padroado, sendo integrada na Diocese de Damão. Com o fim da jurisdição dupla em 1928, a paróquia foi integrada na Arquidiocese de Bombaim.
No século XX, a paróquia da Salvação foi dividida em outras: Santa Cruz (Holy Cross) em Parel de Baixo (Lower Parel) em 1904; Nossa Senhora das Dores (Our Lady of Dolours) em Vadala em 1941; São Paulo (St. Paul) em Dadar Oriental (Dadar East) em 1941; Nossa Senhora de Fátima (Our Lady of Fatima) em Sewri em 1959; e Sagrado Coração (Sacred Heart) em Worli em 1961.